# Enceinte à redans
L'enceinte à redans est un type de mur de soutènement typique de l'art de l'Ancien Empire égyptien destiné à réduire la poussée par arc-boutement entre deux contreforts. Ce mur de brique crue ou de pierre comporte des ressauts de maçonnerie, appelés redans, inclus dans la construction des façades ou des enceintes.
La plus célèbre est celle autour du complexe funéraire de Djéser, mais on en trouve aussi autour des complexes funéraires royaux du Moyen Empire.

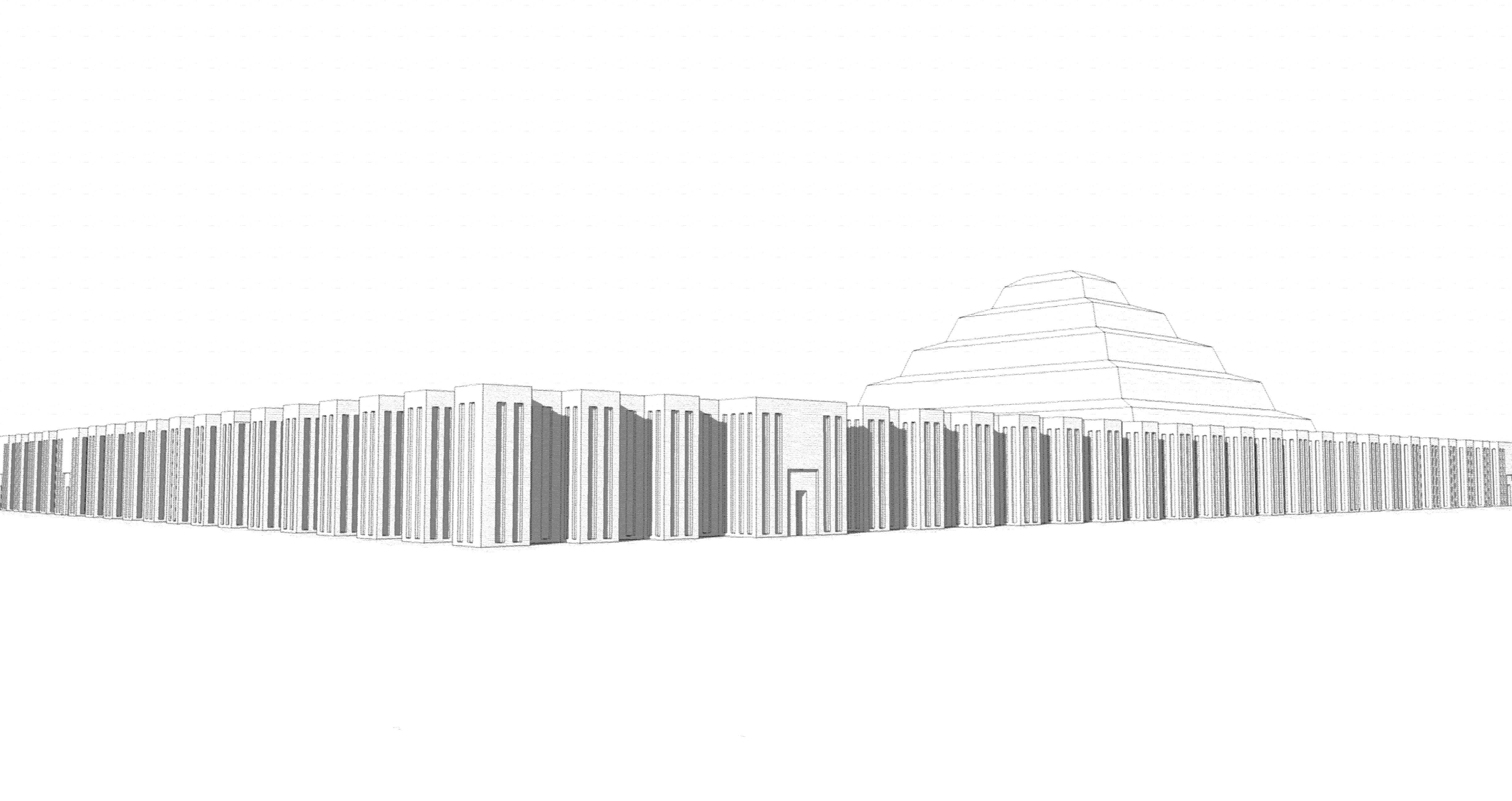
Vue de l'enceinte à redans du complexe funéraire de Djéser.

## Complexes funéraires royaux ceints de murs à redans
- le complexe de Djéser
- le complexe de Sekhemkhet
- la grande enceinte de Saqqarah
- la pyramide d'Amenemhat II
- la pyramide de Sésostris III
- la pyramide de Hawara d'Amenemhat III
- la pyramide d'Amenemhat III à Dahchour
- la pyramide de Khendjer
- la pyramide de Sésostris II à El-Lahoun

Il est également fort probable que la pyramide sud de Mazghouna attribuée à Amenemhat IV aurait comporté des murs à redans si elle avait été achevée.

## Représentations d'enceinte à redans sur les sarcophages royaux
- la pyramide d'Ounas
- la pyramide d'Amenemhat III à Dahchour
- la pyramide de Sésostris III